# 北見市立留辺蘂小学校
北見市立留辺蘂小学校（きたみしりつ るべしべしょうがっこう）は、北海道北見市にある公立小学校。
吹奏楽部などが部活動として活動している。

## 概要
- 令和6年度の児童数109名、10学級うち支援学級4学級[1]

## 通学区域
- 留辺蘂町栄町[2]
- 留辺蘂町上町
- 留辺蘂町仲町
- 留辺蘂町東町
- 留辺蘂町元町
- 留辺蘂町宮下町
- 留辺蘂町豊金
- 留辺蘂町大富
- 留辺蘂町旭東
- 留辺蘂町旭北
- 留辺蘂町旭中央
- 留辺蘂町旭公園
- 留辺蘂町旭南
- 留辺蘂町旭西
- 留辺蘂町旭一区
- 留辺蘂町旭三区
- 留辺蘂町富岡
- 留辺蘂町泉
- 留辺蘂町金華
- 留辺蘂町丸山
- 留辺蘂町花園
- 留辺蘂町瑞穂